# Rio Ghiurca Mare (Bâsca)
O Rio Ghiurca Mare River é um rio da Romênia, afluente do Bâsca Mare, localizado no distrito de Covasna.